# Uinskij rajon
Lo Uinskij rajon (in russo Уинский район?) è un municipal'nyj rajon (муниципальный округ) del Territorio di Perm', in Russia; il centro amministrativo è il villaggio di Uinskoe.
La principale arteria idrica della regione è il fiume Iren' (affluente di sinistra del Sylva).